# Verkholmen, Umeå kommun
Verkhomen är en bebyggelse vid östra stranden av Täftefjärden öster om Umeå i Umeå kommun. Vid 2020 års småortsavgränsning klassade SCB här en småort.